# Two Vines
Two Vines è il terzo album in studio del gruppo musicale australiano Empire of the Sun, pubblicato nel 2016.

## Tracce
- Edizione standard

1. Before (Luke Steele, Nick Littlemore, Henry Hey, Peter Mayes) – 4:04
2. High and Low (Steele, Littlemore, Jonathan Sloan, Mayes) – 3:44
3. Two Vines (Steele, Littlemore, Sloan) – 3:49
4. Friends (Steele, Littlemore, Sloan, Mayes) – 3:20
5. There's No Need (Steele, Littlemore, Sloan, Mayes) – 3:28
6. Way to Go (Steele, Littlemore, Hey, Tim Lefebvre) – 3:12
7. Ride (Steele, Littlemore, Hey, Mayes, Wendy Melvoin) – 4:07
8. Digital Life (Steele, Littlemore, John Theodore Geiger II, Mayes) – 4:02
9. First Crush (Steele, Littlemore, Sloan, Mayes, Hey) – 4:10
10. ZZZ (Steele, Littlemore, Sloan) – 3:10
11. To Her Door (Steele, Littlemore, Lindsey Buckingham, Mayes, Sloan) – 3:55

- Tracce bonus - Edizione deluxe[2]

1. Keystone (Steele, Littlemore, Sloan, Mayes, Joe Hundertmark) – 2:31
2. Lend Me Some Light (Steele, Littlemore, Mayes) – 3:29
3. Welcome to My Life (Steele, Littlemore, Mayes) – 4:02